# ATP World Tour Finals 2009 – mužská dvouhra
Soutěže mužské dvouhry na ATP World Tour Finals 2009 se zúčastnilo osm nejlepších tenistů v klasifikaci žebříčku ATP. Obhájce titulu a třetí nasazený Srb Novak Djoković nepostoupil ze základní skupiny, přestože v ní dvakrát zvítězil.
Soutěž dvouhry vyhrál šestý nasazený tenista Nikolaj Davyděnko z Ruska, když ve finále zdolal argentinskou turnajovou pětku Juana Martína del Potra ve dvou setech 6–3 a 6–4. Vybojoval tak první titul ze závěrečné události roku.
Původně se na turnaj kvalifikoval také Američan Andy Roddick, který se odhlásil pro poranění levé dolní končetiny.

## Nasazení hráčů
1. Roger Federer (semifinále)
2. Rafael Nadal (základní skupina)
3. Novak Djoković (základní skupina)
4. Andy Murray (základní skupina)
5. Juan Martín del Potro (finále)
6. Nikolaj Davyděnko (vítěz)
7. Fernando Verdasco (základní skupina)
8. Robin Söderling (semifinále)

## Soutěž
| Legenda                                                       |                                                                        |                                                   |
| - Q – kvalifikant - WC – divoká karta - LL – šťastný poražený | - Alt – náhradník - SE – zvláštní výjimka - PR/SR – žebříčková ochrana | - w/o – bez boje - r – skreč - d – diskvalifikace |

### Finálová fáze
|  | Semifinále | Semifinále            | Semifinále            | Semifinále | Semifinále |                 |   | Finále            | Finále | Finále | Finále | Finále |
|  |            |                       |                       |            |            |                 |   |                   |        |        |        |        |
|  | 1          | Roger Federer         | 2                     | 6          | 5          |                 |   |                   |        |        |        |        |
|  | 6          | Nikolaj Davyděnko     | 6                     | 4          | 7          |                 |   |                   |        |        |        |        |
|  | 6          | Nikolaj Davyděnko     | 6                     | 4          | 7          |                 | 6 | Nikolaj Davyděnko | 6      | 6      |        |        |
|  |            |                       |                       |            |            |                 | 6 | Nikolaj Davyděnko | 6      | 6      |        |        |
|  |            | 5                     | Juan Martín del Potro | 3          | 4          |                 |   |                   |        |        |        |        |
|  | 8          | 5                     | Juan Martín del Potro | 3          | 4          | Robin Söderling | 7 | 3                 | 63     |        |        |        |
|  | 8          |                       |                       |            |            | Robin Söderling | 7 | 3                 | 63     |        |        |        |
|  | 5          | Juan Martín del Potro | 61                    | 6          | 7          |                 |   |                   |        |        |        |        |

### Skupina A
|    |                       | Federer            | Murray                  | del Potro          | Verdasco                | Zápasy | Sety         | Hry            | Pořadí |
| 1. | Roger Federer         |                    | 3–6, 6–3, 6–1           | 2–6, 7–6(7–5), 3–6 | 4–6, 7–5, 6–1           | 2–1    | 5–4 (55,6 %) | 44–40 (52,4 %) | 1.     |
| 4. | Andy Murray           | 6–3, 3–6, 1–6      |                         | 6–3, 3–6, 6–2      | 6–4, 6–7(4–7), 7–6(7–3) | 2–1    | 5–4 (55,6 %) | 44–43 (50,6 %) | 3.     |
| 5  | Juan Martín del Potro | 6–2, 6–7(5–7), 6–3 | 3–6, 6–3, 2–6           |                    | 6–4, 3–6, 7–6(7–1)      | 2–1    | 5–4 (55,6 %) | 45–43 (51,1 %) | 2      |
| 7. | Fernando Verdasco     | 6–4, 5–7, 1–6      | 4–6, 7–6(7–4), 6–7(3–7) | 4–6, 6–3, 6–7(1–7) |                         | 0–3    | 3–6 (33,3 %) | 45–52 (46,4 %) | 4.     |

Pořadí bude určeno na základě následujících kritérií: 1) počet vyhraných utkání; 2) počet odehraných utkání; 3) vzájemný poměr utkání u dvou hráčů se stejným počtem výher; 4) procento vyhraných setů, procento vyhraných her u třech hráčů se stejným počtem výher, poté poměr vzájemných utkání 5) postavení na žebříčku ATP.

### Skupina B
|    |                   | Nadal         | Djoković      | Davyděnko          | Söderling          | Zápasy | Sety         | Hry            | Pořadí |
| 2. | Rafael Nadal      |               | 6–7(5–7), 3–6 | 1–6, 6–7(4–7)      | 4–6, 4–6           | 0–3    | 0–6 (0,0 %)  | 24–38 (39,7 %) | 4.     |
| 3. | Novak Djoković    | 7–6(7–5), 6–3 |               | 3–6, 6–4, 7–5      | 6–7(5–7), 1–6      | 2–1    | 4–3 (57,1 %) | 36–37 49,3 %)  | 3.     |
| 6. | Nikolaj Davyděnko | 6–1, 7–6(7–4) | 6–3, 4–6, 5–7 |                    | 7–6(7–4), 4–6, 6–3 | 2–1    | 5–3 (62,5 %) | 45–38 (54,2 %) | 2.     |
| 8. | Robin Söderling   | 6–4, 6–4      | 7–6(7–5), 6–1 | 6–7(4–7), 6–4, 3–6 |                    | 2–1    | 5–2 (71,4 %) | 40–32 (55,6 %) | 1.     |

Pořadí bude určeno na základě následujících kritérií: 1) počet vyhraných utkání; 2) počet odehraných utkání; 3) vzájemný poměr utkání u dvou hráčů se stejným počtem výher; 4) procento vyhraných setů, procento vyhraných her u třech hráčů se stejným počtem výher, poté poměr vzájemných utkání 5) postavení na žebříčku ATP.